# Maciste nelle miniere di re Salomone
Maciste nelle miniere di re Salomone (tytuł międzynar. Maciste in King Solomon's Mines) – włoski film fabularny z 1964 roku, napisany i wyreżyserowany przez Piero Regnoliego. Opowiada historię Maciste (w tej roli mistrz świata w kulturystyce Reg Park), siłacza, który trafia do niewoli i zmuszany jest do wycieńczających prac w kopalni. Światowa premiera projektu odbyła się we Włoszech, 25 czerwca 1964. Rok później, 23 czerwca, obraz wydano we Francji. Alternatywny tytuł anglojęzyczny filmu brzmi Samson in King Solomon's Mines.

## Opis fabuły
Maciste, niesamowicie silny i muskularny mężczyzna, zostaje pojmany przez bezwzględnego i tyrańskiego króla, który zmusza go do wykańczających prac w kopalni. W przystojnym niewolniku skrycie podkochuje się małżonka władcy. Maciste musi odzyskać godność, a także wyzwolić lud spod panowania despoty.

## Obsada
- Reg Park − Maciste
- Wandisa Guida − Fazira
- Bruno Piergentili (w czołówce jako Dan Harrison) − Abucar
- Giuseppe Addobbati − Namar
- Eleonora Bianchi − Samara
- Elio Jotta (w czołówce jako Leonard G. Elliot) − Riad
- Carlo Tamberlani − Zelea
- Bruno Scipioni − Kadar

## Odbiór
Timothy Young, dziennikarz współpracujący z witryną mondo-esoterica.net, uznał projekt za "generyczny", lecz posiadający akcję osadzoną w "nietypowym miejscu". Young stwierdził, że "nic nie wyróżnia filmu − nic poza nakręconymi w efekcie slow motion scenami z udziałem Rega Parka, w których pręży on swoje muskuły, a które to ujęcia powinny zadowolić kobiecą część widowni". Dave Sindelar (Fantastic Movie Musings and Ramblings) skwitował film jako "rutynowy".